# John Hanbury
Pour les articles homonymes, voir John Hanbury (homonymie) et Hanbury.
John Hanbury II (1664-1734), industriel et député whig, fut l'un des plus grands négociants anglais du tout début du XVIIIe siècle, à l'époque de la Révolution financière britannique, qui a contribué à l'installation d'usines fabriquant de la vaisselle en étain dans la vallée du Monmouthshire au sud-est du Pays de Galles, à 70 kilomètres de Londres. Sur ces usines, les techniques de travail de l'acier ont progressé, permettant l'essaimage vers de nouveaux sites.
En 1703, il épouse Bridget, fille de Sir Edward Ayscough, de Stallingbough, dotée d'une fortune de 10 000 sterling et amie de Sarah Churchill, duchesse de Marlborough, qui l'introduit dans les cercles politiques. À partir de 1701, il est élu trois fois député de Gloucester en 1701, en tant que supporter ardent du parti Whig mais perd l'élection de 1715. Il sera ensuite député du Monmouthshire de mars 1720, l'année où il développe de nouvelles feuilles d'étain, jusqu'à sa mort en 1734. Après la reconstruction de la South Sea Company en 1720, il devient l'un des nouveaux administrateurs. 
Son petit-fils John Hanbury III (1744–1784), marchand londonien, hérite d'une immense fortune et participe aux opérations de spéculation immobilière dans l'Ouest de la Virginie, organisées par l'Ohio Company avec la bénédiction du gouverneur de la colonie de Virginie Robert Dinwiddie, et la participation de deux des frères de George Washington, Lawrence Washington (qui succède à Lee à la tête de la compagnie) et Augustine Washington. 
En 1748, la Couronne britannique accède à la requête de l'Ohio Company of Virginia pour une concession de 200 000 hectares (800 km2) près des fourches d'un affluent du Mississippi, la rivière Ohio, sur le site de l'actuelle Pittsburgh, qui sera la limite de démarcation entre le sud esclavagiste et le Nord.
C'est ce dernier, également gros négociant de Virginie qui joue le rôle d'entremetteur pour une rencontre entre le gouverneur de la colonie et Benjamin Franklin, en conflit sur le rôle des assemblées élues par les habitants dans les colonies protestantes du Nord, près de la Pennsylvanie et de Nouvelle-Angleterre.